# 디지털 표준 텔레비전

나라별 SDTV 현황

디지털 표준 텔레비전(SDTV - Standard-Definition Television)은 고선명 텔레비전(HDTV) 시스템에 비해 낮은 해상도를 지원하는 텔레비전 시스템을 말한다. SDTV라는 용어는 일반적으로 아날로그 텔레비전 방송 시스템과 동일하거나 그와 유사한 수준의 해상도로 전송되는 디지털 텔레비전 방송 시스템에서 사용된다.
북아메리카에서 디지털 SDTV는 NTSC 신호와 동일한 4:3 화면비로 방송되며 와이드스크린 콘텐츠는 센터 컷(center cut) 처리된다. 그러나 PAL이나 SECAM 컬러 시스템을 사용한 다른 지역에서 SDTV는 일반적으로 16:9 화면배로 표시되며, 이 변화는 지역에 따라 1990년대 중순에서 2010년대 초반까지 발생하였다. 4:3 화면비를 갖춘 더 오래된 프로그램은 4:3으로 화면을 전환하는 플래그와 함께 방영된다.
ATSC 표준에 따르면 SDTV는 가로세로비가 16:9이고 해상도가 704×480(40:33의 직사각형 픽셀)의 형식이나 가로세로비가 4:3이고 해상도가 704×480(10:11의 직사각형 픽셀)의 형식이나, 가로세로비가 4:3이고 해상도가 640×480(정사각형 픽셀)의 형식 중의 하나로 방송된다. 화면의 프레임률은 초당 24, 30, 60프레임 중의 하나가 될 수 있다.
4:3의 가로세로비로 방송되는 디지털 SDTV는 기존의 아날로그 TV(NTSC, PAL, SECAM)와 형태만 동일하지 고스트 현상(ghosting)이나 스노우 노이즈(snowy image), 고정 노이즈(static noise) 등이 없어 아날로그TV와 달리 훨씬 더 선명하다 하지만 신호 세기가 약할 때는 블로킹이나 깨짐 현상 등이 나타날 수는 있다.
디지털 SDTV 방송에 대한 표준으로는 DVB, ATSC, ISDB 등이 있다. 뒤의 2가지는 기본적으로 HDTV를 위해 개발되었지만 다른 국가에서는 하나의 HD 채널을 위해 전체 비트 스트림을 사용하기보다는 멀티플렉싱을 이용하여 여러 개의 SD 영상이나 오디오 스트림을 전송하는 데에 사용하기도 한다.
아래의 해상도는 디지털 표준 해상도(SDTV)의 목록이다. 더 높은 해상도 목록을 보려면 고선명 텔레비전도 읽어 보라.
| 영상 포맷 | 해상도  | 가로 세로비 | 동등 사각 화소 해상도 |
| PAL 4:3   | 704×576 | 12:11       | 768×576               |
| PAL 4:3   | 720×576 | 12:11       | 786×576               |
| PAL 16:9  | 704×576 | 16:11       | 1024×576              |
| PAL 16:9  | 720×576 | 16:11       | 1048×576              |
| NTSC 4:3  | 704×480 | 10:11       | 640×480               |
| NTSC 4:3  | 720×480 | 10:11       | 654×480               |
| NTSC 16:9 | 704×480 | 40:33       | 854×480               |
| NTSC 16:9 | 720×480 | 40:33       | 872×480               |

## 같이 보기
- 디지털 텔레비전
- 아날로그 텔레비전
- DVB, ATSC, ISDB
- EDTV, HDTV
- MPEG